# Энтандрофрагма полезная
Энтандрофрагма полезная, или Сипо (лат. Entandrophragma utile) — вид деревьев из рода Энтандрофрагма семейства Мелиевые. Произрастает в африканских густых лесах.

## Другие названия
Sipo (Берег Слоновой Кости), Assié (Камерун), Efuodwe (Гана), Okeong (Нигерия), Kosi-Kosi (Габон), Mufumbi (Уганда)..

## Ботаническое описание
Может достигать высоты 45 м и даже 55(65) м и диаметра 2(3) м у основания. Ствол прямой, цилиндрический, высотой 21—40 м. Наружный цвет коры от серебристо-серого до серо-коричневого или желтовато-коричневого, внутренняя часть коры розовато-красного цвета без определённого запаха. Форма кроны куполообразная.
Листья парноперистые, состоящие из (12-)14-32 листочков, очередные, расположенные ближе к концу побега, прилистники отсутствуют; черешок длиной 5—15 см с двумя боковыми маленькими рёбрами, рахис длиной до 45 см; Черешочек длиной 1—5 мм, листочки от продолговато-эллиптической до продолговато-ланцетной или продолговато-яйцевидной формы, длиной (3.5-)5-15 см и (1.5-)2-5.5 см шириной, основание асимметричное, округлое или слегка сердцевидное, верхушка коротко заострённая, пластинка с 10-16 парами боковых жилок.
Соцветие — пазушная или верхушечная метёлка, длиной до 25 см.
Плод — коробочка, длиной 14-28 см и 4.5-7 см шириной.
Семена — крылатки, длиной 8-11 см включая крыло.
Набор хромосом 2n = 72.

## Распространение и экология
Имеет обширный ареал в тропической Африке: Ангола, Берег Слоновой Кости, Габон, Гана, Камерун, Республика Конго, Демократическая Республика Конго, Либерия, Нигерия, Сьерра-Леоне, Уганда. Произрастает во влажных полулистопадных высокоствольных лесах, но встречается в вечнозелёных лесах, предпочитая сухие или хорошо дренированные почвы.

## Применение

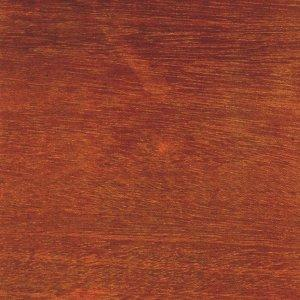
Древесина

Створки плода используются в качестве ложек.

### Медицинское применение
Кора используется в народной медицине в Центральной Африке. Сок коры принимают или натирают наружно для лечения болей в животе и болей в почках, втирают для облегчения ревматизма, капают в глаза для лечения воспаления глаз и в уши для лечения отита. Массаж мацератом коры считается полезным как тоник и стимулятор. Обуглевшуюся и измельчённую кору, смешанную с солью и пальмовым маслом применяют для лечения головных болей. В Камеруне кора используется для лечения малярии. В Нигерии утверждают, что кора лечит язву желудка.

### Древесина
Древесина широко используется при производстве мебели, паркета, в судостроении, для производства фанеры и декоративной облицовки шпоном.
Ядро и заболонь различаются: на свежем срезе ядро бледно-розовое, под действием внешней среды темнеет до красно-коричневого цвета, заболонь от светло-розового до светло-коричневого цвета, до 6 см шириной. По внешнему виду и по свойствам очень напоминает древесину родственной Энтандрофрагмы цилиндрической, но без кедрового запаха или со слабым запахом. Плотность в сухом состояний 660 кг/м³.
Высушивается умеренно с тенденцией к деформаций в виде коробления и к увеличению первоначальных трещин. Качество древесины при сушке снижается незначительно.
Обрабатывается хорошо, но несколько затупляет режущие кромки. Неплохо протравливается красителями и склеивается,
отлично полируется после порозаполнения.

## Синонимика
По информации базы данных The Plant List (2013), в синонимику вида входят следующие названия:
- Entandrophragma macrocarpum A.Chev.
- Entandrophragma roburoides Vermoesen
- Entandrophragma thomasii Ledoux
- Pseudocedrela utilis Dawe & Spraguebasionym